# Begraafplaats van Berchem (Oost-Vlaanderen)
De Begraafplaats van Berchem (Oost-Vlaanderen) is een gemeentelijke begraafplaats in het Belgische dorp Berchem, een deelgemeente van Kluisbergen. De begraafplaats ligt aan de Oudenaardebaan op 1 km ten noordoosten van het dorpscentrum (Onze-Lieve-Vrouw-van-de-Karmelkerk). De begraafplaats heeft een rechthoekig grondplan en wordt omgeven door een bakstenen muur. De toegang bestaat uit een dubbel traliehek.  
Rechts van de ingang liggen 3 Belgische gesneuvelde militairen en 2 burgerslachtoffers uit de Eerste Wereldoorlog en ook 1 gesneuvelde uit de Tweede Wereldoorlog. 

## Britse oorlogsgraven
Rechts van de ingang, in de nabijheid van de Belgische militaire graven ligt een perk met 4 Britse gesneuvelden uit de Eerste Wereldoorlog. Het zijn 3 leden van de Royal Engineers en 1 van de The Queen's (Royal West Surrey Regiment). Zij stierven in november 1918. Hun graven worden onderhouden door de Commonwealth War Graves Commission en staan er geregistreerd onder Berchem (Kluisbergen) Communal Cemetery.